# Reinhold Borzikowsky

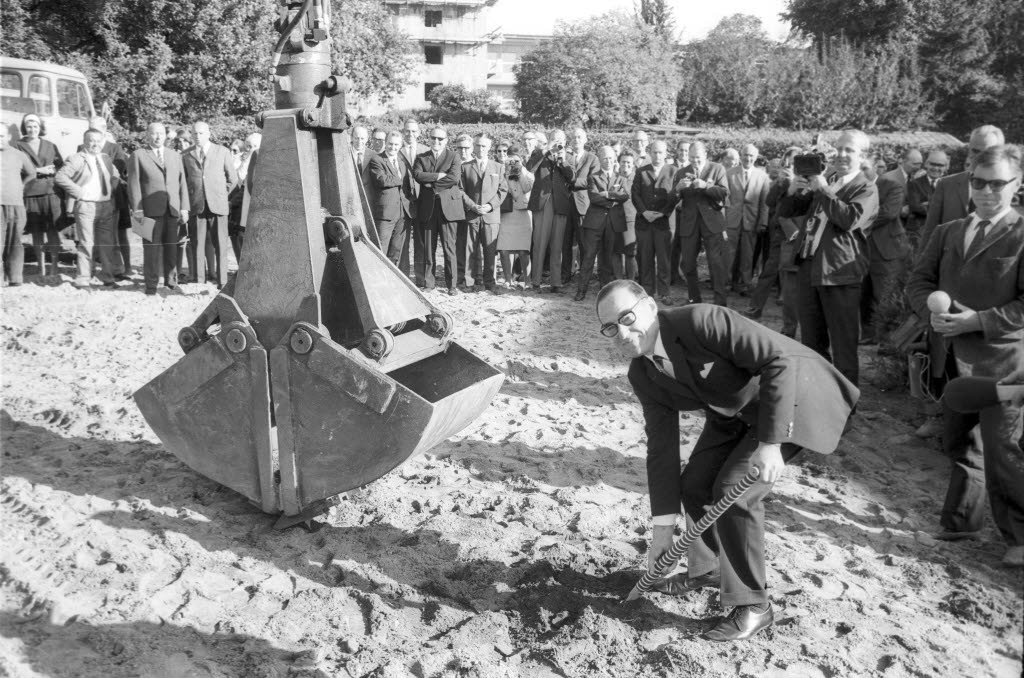
Reinhold Borzikowsky beim ersten Spatenstich für die neue Zahnklinik der CAU (1969)

Reinhold Borzikowsky (* 12. Juni 1913 in Sonderburg auf Alsen; † 21. Dezember 1998 in Strande) war ein deutscher Verwaltungsbeamter und Staatssekretär in Schleswig-Holstein.

## Biografie
Borzikowsky studierte von 1932 bis 1937 Rechtswissenschaft an den Universitäten in Freiburg, Greifswald, Kiel und Göttingen. 1937 legte er das Erste und 1941 das Zweite Juristische Staatsexamen ab. Er nahm als Soldat am Zweiten Weltkrieg teil.
Borzikowsky war von 1947 bis 1950 Kreisdirektor, dann bis 1967 Landrat im Kreis Husum. Er amtierte anschließend bis 1974 als Staatssekretär im schleswig-holsteinischen Kultusministerium in den Kabinetten Lemke II und Stoltenberg I. Bis zum Eintritt in den Ruhestand leitete er von 1974 bis 1978 als Präsident den Landesrechnungshof Schleswig-Holstein. Ehrenamtlich wirkte er u. a. als Vorsitzender der Gesellschaft für Schleswig-Holsteinische Geschichte. Des Weiteren war er Direktor des Instituts für Regionale Forschung und Information im Deutschen Grenzverein, dessen Vorstand er angehörte.
Borzikowsky war Mitglied der CDU.

## Ehrungen
- Doktor med. h. c. der Universität Lübeck
- 1976: Großes Bundesverdienstkreuz